# Wands
WANDS（ワンズ, Wanzu) es una banda japonesa de AOR y J-rock, formada en la década de los 90. Fue en la primera mitad de los años 90 la segunda banda masculina más exitosa en Japón, solo detrás de L'Arc~en~Ciel. Tras más de 19 años de inactividad, en noviembre de 2019 la banda anunció su regreso.

### Primera etapa 1991-1996, y su racha de éxitos
WANDS se formó en 1991 con Wesugi Show como vocalista, Hiroshi Shibasaki en la posición de guitarrista y Kousuke Oshima en el teclado. El nombre del grupo proviene de la inicial del nombre y apellido de los primeros miembros mencionados. También está basado en uno de los cuatro elementos de la carta del mago en el Tarot. Debido a los bastos o "varitas" que aparecen en ella.
Cuando WANDS se formó Wesugi comentó estar influenciado musicalmente por Axl Rose de los Guns N' Roses, así como de la banda de grunge, Nirvana. El grupo debutó entonces con el sencillo: "Sabishisa wa Aki no Iro". Un año después, en 1992, liberaron el tema "Motto Tsuyoku Dakishimeta Nara" posicionándose en el puesto número 1 por 44 semanas consecutivas en las listas de oricon.
A pesar del éxito obtenido ese mismo año Oshima (tecladista) abandonó la banda y fue reemplazado por Shinya Kimura. Tras adherirse a la misma, el trío colaboró con la cantante Miho Nakayama y juntos interpretaron el tema: "Sekaiju no Dare yori Kitto", que también fue bien recibido por el público y que al día de hoy es considerada una canción clásica e icónica del pop japonés.
En abril de 1993 lanzaron al mercado su segundo álbum de estudio titulado: Toki no Tobira, junto a este se promocionó el sencillo "Ai wo Kataru yori Kuchizuke wo Kawaso" posicionándose nuevamente en el puesto número 1 durante 4 semanas. El conjunto de ambos trabajos y las ventas logradas en tan solo ese año les hizo ganadores de un premio en el Japan Gold Disc Award. Meta alcanzada previamente solo por Seiko Matsuda.

### Salto a la fama con el tema: "Sekai Ga Owaru Made Wa..."
En 1994, salió a la venta su sencillo: "Sekai ga owaru made wa..." que se utilizó como segundo ending en el anime Slam Dunk. El tema se convirtió en todo un estandarte entre los aficionados de la serie y la banda. Colocándoles otra vez en el primer lugar y convirtiéndose en su single más éxito, que los hizo conocidos años más tarde fuera de Japón.
A pesar de que WANDS mantuvo una carrera prolífica y llena de éxitos en su primera etapa, en 1995 Wesugi decidió cambiar bruscamente su estilo musical con el lanzamiento del sencillo: "It's My Treat" de su álbum Piece of My Soul. Pese a esto, se obtuvo las ventas de 542 mil copias y mantuvieron la posición número 1 en sus temas.

### Segunda etapa 1996-2000, y el declive
En febrero de 1996 liberaron al mercado lo que sería el último sencillo de su autoría, nombrado; "Worst Crime". Sin embargo, Shibasaki y Wesugi decidieron abandonar el grupo. Debido a este hecho la banda entró en receso. Un año después se anunció oficialmente el retiro de ambos miembros. Por esta razón Kimura tomó la decisión de continuar con el grupo integrando a Jiro Waku e Issei Sugimoto. Formando así un nuevo trío en WANDS.
En el periodo 1997-1999 liberaron el sencillo: "Sabitsuita Machine Gun de Ima o Uchinukō", que se utilizó como cuarto ending para el anime Dragon Ball GT, escrito por Miho Komatsu. A este le siguió el tema: "Brand New Love" y "Ashita moshi Kimi ga kowaretemo", ambos de la autoría de ZARD. Este último se usó como ending en la temporada cero del anime Yu-Gi-Oh!.

## Separación
En 1999, el sencillo "Where there's a will…" se agregó al último álbum de la banda, nombrado: Awake, vendiendo solo 25 mil copias. Por tal hecho y debido al declive del grupo con la nueva alineación los miembros tomaron la decisión de separarse meses después, en el año 2000.

### Reaparición con Daishi Uehara y Giza Studio, 2019
El 13 de noviembre de 2019, se anunció el quinto período de Wands con un nuevo vocalista, Daishi Uehara junto con los exmiembros Shibazaki y Kimura. El 17 de septiembre de 2019, la banda se subió a un escenario por primera vez en 19 años en el evento Onto en el Dojima River Forum.  En enero de 2020 lanzaron el tema: Makka na Lip, bajo el sello discográfico de Giza Studio. La canción se usó en el opening 51 del anime Detective Conan.

## Álbum
- [1992.06.17] WANDS
- [1993.04.17] Toki no Bira
- [1993.10.06] Little Bit...
- [1995.04.24] PIECE OF MY SOUL
- [1999.10.27] AWAKE

## Best Álbum
- [1996.03.16] SINGLES COLLECTION+6
- [1997.11.06] WANDS BEST 〜HISTORICAL BEST ALBUM〜
- [2000.06.09] BEST OF WANDS HISTORY
- [2002.08.25] complete of WANDS at the BEING studio
- [2007.12.12] BEST OF BEST 1000 WANDS
- [2008.05.27] WANDS BEST HITS

## Sencillos
- [1991.12.04] Sabishisa wa Aki no Iro
- [1992.05.13] Furimuite Dakishimete
- [1992.07.01] Motto Yoku Dakishimeta Nara
- [1992.10.28] Sekaijuu no Dare Yori Kitto
- [1993.02.26] Toki no Bira
- [1993.04.17] Ai wo Kataru Yori Kuchizuke wo Kawasou
- [1993.07.07] Koise yo Otome (恋せよ乙女)
- [1993.06.09] Hateshinai Yume wo (con REV, ZARD, BAAD, y Nagashima Shigeo)
- [1993.11.17] Jumpin' Jack Boy
- [1994.06.08] Sekai ga Owaru Made wa...
- [1995.02.13] Secret Night ~It's My Treat~
- [1995.12.04] Same Side
- [1996.02.01] WORST CRIME ~About a rock star who was a swindler~
- [1997.09.03] Sabitsuita Machine Gun de Ima wo Uchimekou
- [1998.02.11] Brand New Love
- [1998.06.10] Ashita Moshi Kimi ga Kowarete mo
- [1999.03.31] Kyou, Nanika no Hazumi de Ikiteiru

## DVD
- [2000.06.09] BEST OF WANDS VIDEO HISTORY